# Ochthebius sardus
Ochthebius sardus är en skalbaggsart som beskrevs av Manfred A. Jäch 1990. Ochthebius sardus ingår i släktet Ochthebius och familjen vattenbrynsbaggar. Inga underarter finns listade i Catalogue of Life.